# Inbal Eshel Cahansky

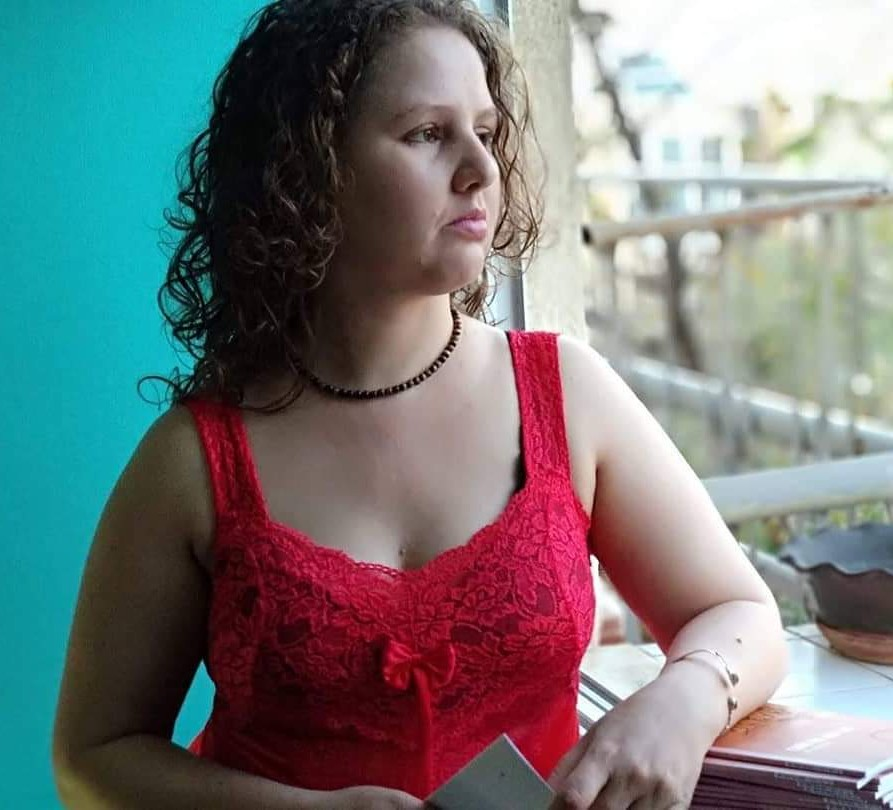

Inbal Eshel Cahansky (Jerusalém, 1977) é uma poetisa israelense, editora literária e ativista feminista.

## Biografia
Eshel Cahansky nasceu em 1977, em Jerusalém. Em 2000, ela completou seu BA em ciências comportamentais no College of Management Academic Studies. Seus poemas foram publicados em jornais literários, incluindo Iton 77, Carmel, Social Poetry e Anonymous Fish, bem como em jornais diários, como Haaretz, Maariv e Yedioth Ahronoth.
Sua poesia trata de várias questões centrais: Ser mãe de uma filha, lidar com uma síndrome neurológica. e erotismo. Sua primeira coleção de poesia, Wilds of Day, foi publicada em 2009. Um total de quatro coleções de seus poemas foram publicadas.
Eshel Cahansky é ativa na cena poética israelense, participando de leituras de poesia, e ela edita poesia e conduz eventos de leitura de poesia. Ela é cofundadora de vários grupos de poesia e, junto com Gal Algor e Hani Tsafrir, Eshel Cahansky gerencia a popular página do Facebook Women's Poetry – a Poem a Day. Ela também é ativa no surf de livros e em uma iniciativa socioeconômica chamada The Garden of Scent and Shadows no Ra'anana Park.
Nos últimos anos, Eshel Cahansky começou a criar arte multidisciplinar, com foco em pintura de mídia mista e madeira queimada. Suas obras foram exibidas em vários locais de Israel. Sua primeira exposição individual ocorreu em Tel Aviv em setembro de 2018.
Eshel Cahansky tem uma condição neurológica chamada mioclonia essencial, caracterizada por espasmos hipnômicos e gagueira. Seu segundo livro, Samael My Love, lida com o agravamento de sua condição e como lidar com sua deficiência.
Eshel Cahansky mora em Ra'anana, com seu companheiro e seu filho.